# Thug Matrix 2
Albums de Tragedy Khadafi
Blood Ballads
(2006) The Death of Tragedy
(2007)
Thug Matrix 2 est une compilation de Tragedy Khadafi, sortie le 9 mai 2006.

## Liste des titres
| No  | Titre | Durée |
| --- | --- | ----- |
| 1.  | What's Poppin' (featuring Havoc – Produit par Havoc)                                                               | 4:23  |
| 2.  | Throw Back (Produit par Scram Jones)                                                                               | 2:39  |
| 3.  | All Hood (featuring Trife Da God)                                                                                  | 4:59  |
| 4.  | Grand Groove (Produit par K-Def)                                                                                   | 4:21  |
| 5.  | Get Back (featuring Prodigy et Ammo – Produit par Prodigy)                                                         | 4:07  |
| 6.  | Calm Down (featuring Nas et Noreaga – Produit par Ez Elpee)                                                        | 4:05  |
| 7.  | L.A. L.A. (featuring Capone-N-Noreaga et Mobb Deep – Produit par Marley Marl)                                      | 3:35  |
| 8.  | The Siege (featuring DMX, Ja Rule, Jadakiss, Styles P et Mic Geronimo – Produit par Daven « Prestige » Vanderpool) | 4:41  |
| 9.  | Triborough (featuring Capone-N-Noreaga, Cam'ron, Ma$e et Cardan – Produit par DJ Clue?)                            | 7:48  |
| 10. | T.O.N.Y. (featuring Capone-N-Noreaga – Produit par The Hitmen)                                                     | 3:59  |
| 11. | 9.11 (featuring V-12 – Produit par Sha Money XL)                                                                   | 5:06  |
| 12. | The Wait | 5:00  |
| 13. | Unconditional Love                                                                                                 | 4:39  |
| 14. | We Do This Here | 3:42  |
| 15. | U Make Me (featuring Capone et Littles – Produit par Ben & Abe)                                                    | 3:57  |
| 16. | Grand Groove (Bonus Mix) (Produit par Marley Marl)                                                                 | 3:58  |
| 17. | L.A., L.A. (Marley Marl Mix) (featuring Capone-N-Noreaga et Mobb Deep – Produit par Marley Marl)                   | 4:49  |